# Stenaulis discalis
Stenaulis discalis är en fjärilsart som beskrevs av Walker 1862. Stenaulis discalis ingår i släktet Stenaulis och familjen björnspinnare. Inga underarter finns listade i Catalogue of Life.